# Arendonk
Arendonk est une commune néerlandophone de Belgique située en Région flamande, dans la province d'Anvers.

## Géographie

### Communes limitrophes
| Ravels         |          |                         |
| Vieux-Turnhout | Arendonk | Reusel-De Mierden (P-B) |
|                | Rethy    | Mol                     |

### Localités
Les différentes localités de la commune se sont pour la plupart étendues jusqu'à se confondre. On peut cependant encore identifier différents hameaux : Voorheide (ou De Vraai), Berendonk, Heikant, De Huiskes (liste probablement incomplète). Voorheide a sa propre paroisse et son église catholique.

## Héraldique
|  | La commune possède des armoiries qui lui ont été octroyées le 6 octobre 1819 et confirmées le 21 décembre 1838. Elles sont basées sur le sceau de la ville datant du XVe siècle. L'aigle est un élément meuble. Sur le sceau le plus ancien, l'aigle est placé devant un chardon et quelques autres fleurs. Les couleurs sont les couleurs nationales néerlandaises : comme en 1813 le maire a introduit la demande sans indiquer les couleurs, les armes ont donc été attribuées aux couleurs nationales néerlandaises. Lorsque les armoiries ont été confirmées après l'indépendance de la Belgique, les couleurs n'ont pas été changées. Les couleurs historiques sont un aigle noir en argent, parfois montré comme un aigle en argent sur noir, mais la municipalité n'a jamais changé les couleurs. Blasonnement : D'azur à une aigle éployée d'or. Source du blasonnement : Heraldy of the World. |

## Population et société

### Démographie

#### Évolution démographique
Graphe de l'évolution de la population de la commune.
- Source : DGS - Remarque: 1806 jusqu'à 1981=recensement; depuis 1990=nombre d'habitants chaque 1er janvier[2]

## Politique et administration

### Jumelages
- Tanger (Maroc)

## Galerie d'images

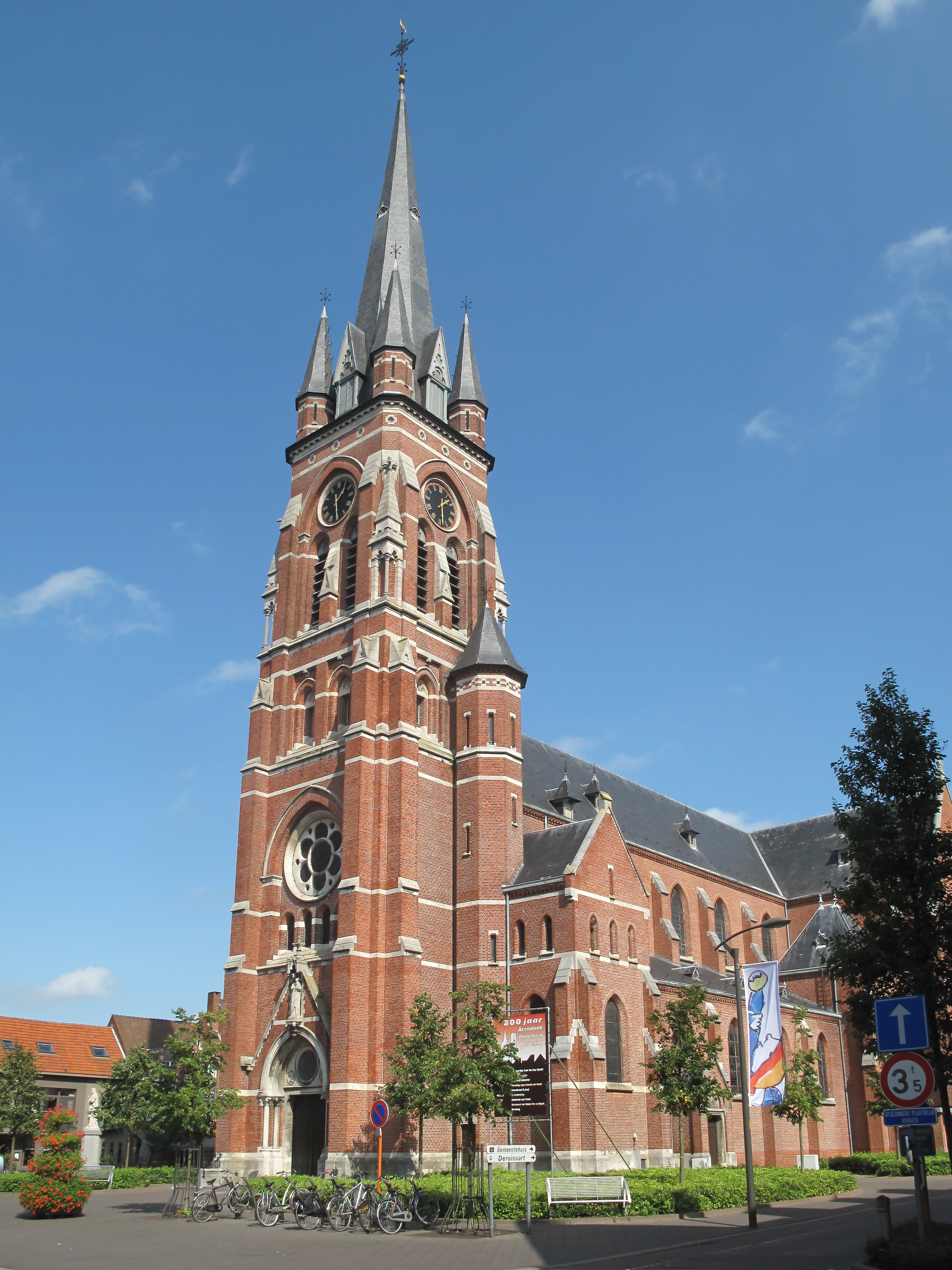
L'église Notre-Dame (Onze-Lieve-Vrouwe Kerk).
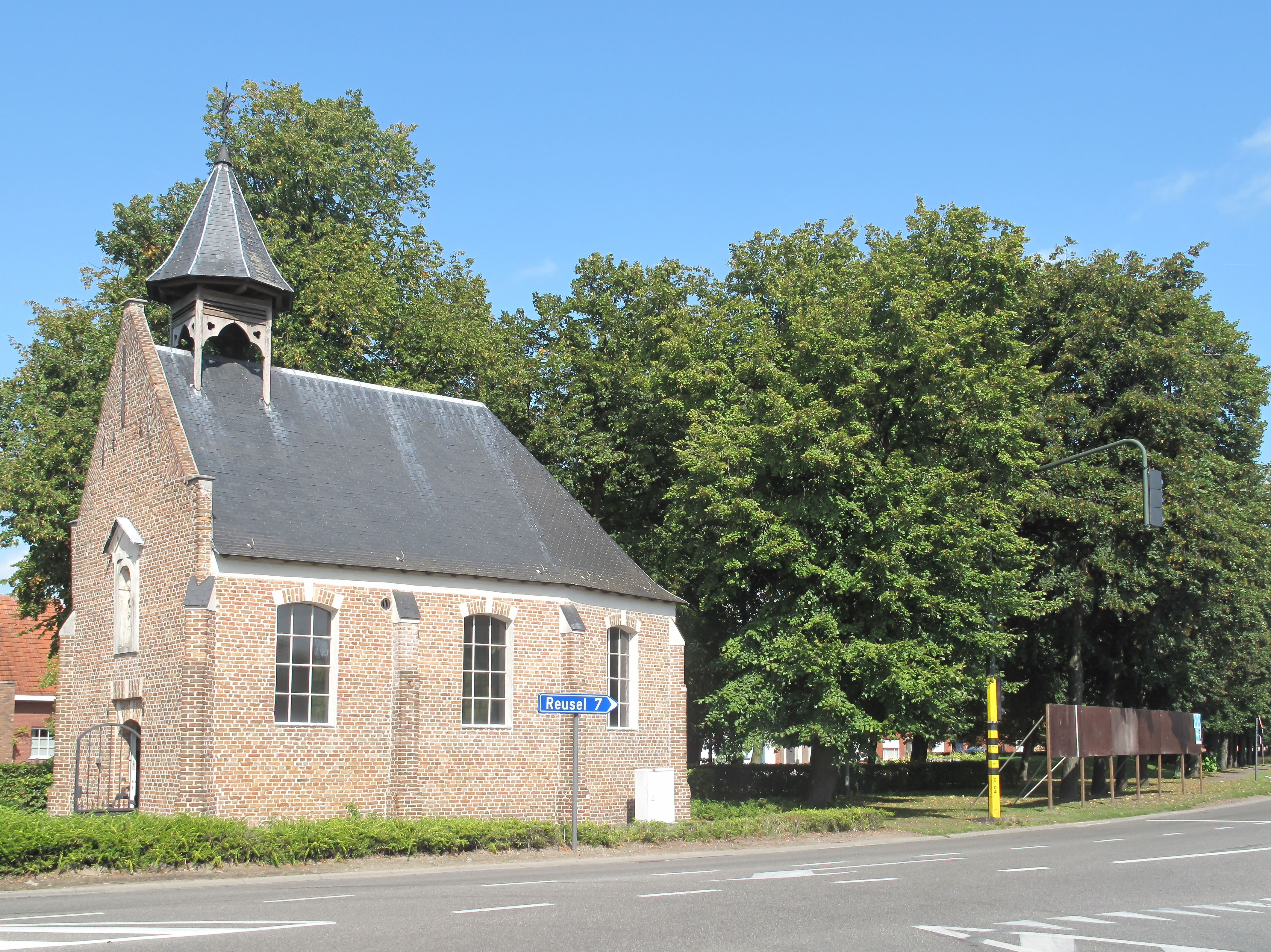
La chapelle de Wampenberg.
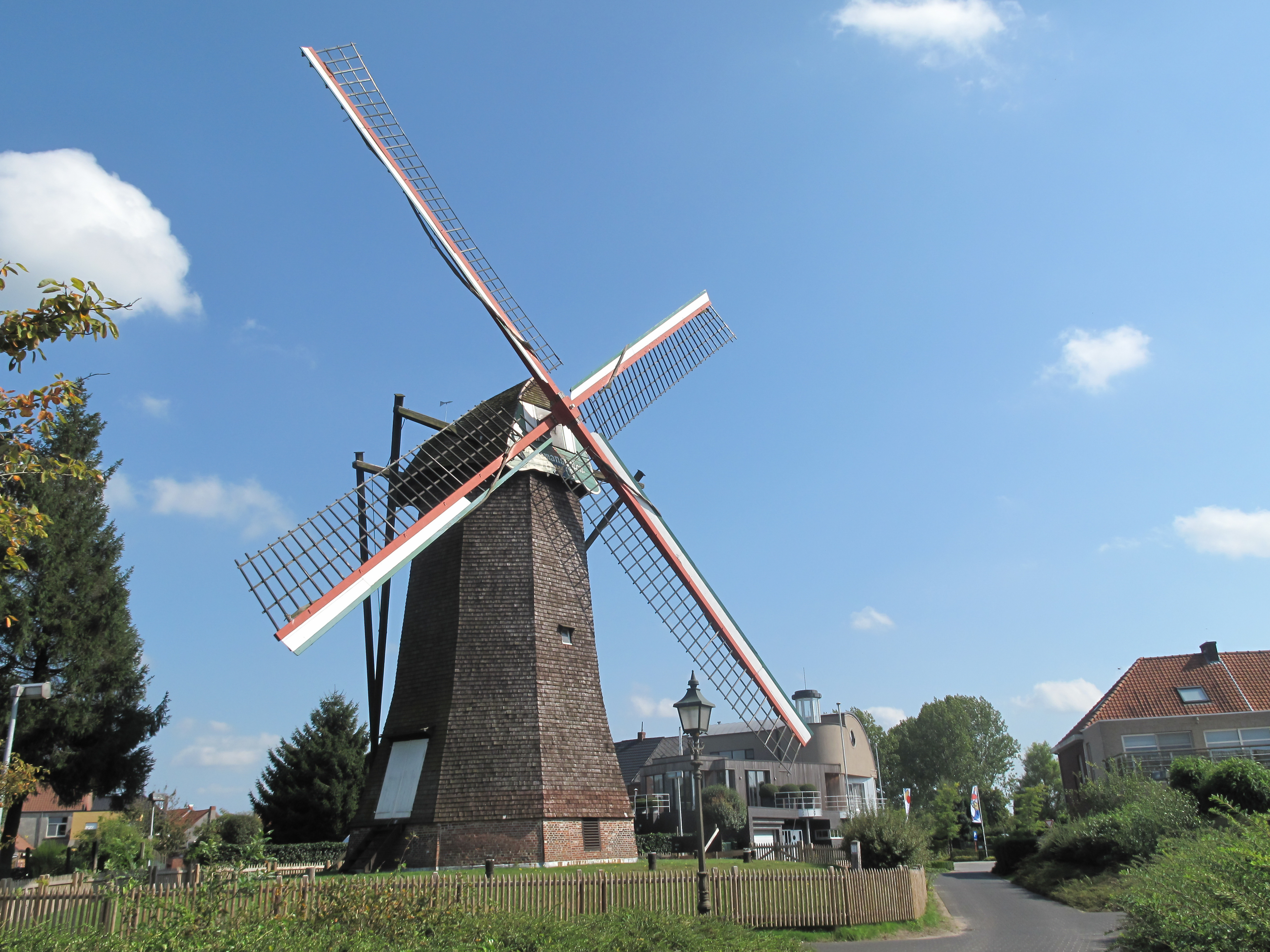
Moulin : de Toremansmolen.

## Personnalités liées
- Ghislain Walravens (1880-1955), prêtre, résistant et espion lors de la Première Guerre mondiale. Sa maison (32, Vrijheid) est classée au patrimoine immobilier.
- René Mertens (1922-2014), coureur cycliste né à Arendonk.